# Alt del Coscollar
L'Alt del Coscollar és una muntanya de 300 metres que es troba al municipi d'Alcarràs, a la comarca catalana del Segrià.
Al cim podem trobar-hi un vèrtex geodèsic (referència 248114001).